# Phryganogryllacris separata
Phryganogryllacris separata är en insektsart som först beskrevs av Heinrich Hugo Karny 1926.  Phryganogryllacris separata ingår i släktet Phryganogryllacris och familjen Gryllacrididae. Inga underarter finns listade i Catalogue of Life.